# Frederica (Delaware)
Pour les articles homonymes, voir Frederica.
La ville de Frederica est située dans le comté de Kent, dans l’État du Delaware, aux États-Unis.

## Démographie
| 1870 | 1880 | 1890 | 1900 | 1910 | 1920 |
| ---- | ---- | ---- | ---- | ---- | ---- |
| 588  | 693  | 621  | 706  | 659  | 611  |

| 1930 | 1940 | 1950 | 1960 | 1970 | 1980 |
| ---- | ---- | ---- | ---- | ---- | ---- |
| 589  | 645  | 675  | 863  | 878  | 864  |

| 1990 | 2000 | 2010 | - | - | - |
| ---- | ---- | ---- | - | - | - |
| 761  | 648  | 774  | - | - | - |

Lors du recensement de 2010, elle comptait 774 habitants.